# لومینکس
لومینکس (انگلیسی: Luminex) شرکت داروسازی آمریکایی است، که در سال ۱۹۹۵ تأسیس شد.